# Microdebilissa homalina
Microdebilissa homalina is een keversoort uit de familie van de boktorren (Cerambycidae). De wetenschappelijke naam van de soort werd voor het eerst geldig gepubliceerd in 1993 door Carolus Holzschuh.